# La Houssaye-en-Brie
La Houssaye-en-Brie és un municipi francès, situat al departament de Sena i Marne i a la regió de Illa de França. L'any 2007 tenia 1.606 habitants.
Forma part del cantó de Fontenay-Trésigny, del districte de Provins i de la Comunitat de comunes de Val Briard.

## Demografia

### Població
El 2007 la població de fet de La Houssaye-en-Brie era de 1.606 persones. Hi havia 544 famílies, de les quals 96 eren unipersonals (32 homes vivint sols i 64 dones vivint soles), 132 parelles sense fills, 268 parelles amb fills i 48 famílies monoparentals amb fills.
La població ha evolucionat segons el següent gràfic:
Habitants censats

### Habitatges
El 2007 hi havia 601 habitatges, 554 eren l'habitatge principal de la família, 17 eren segones residències i 30 estaven desocupats. 542 eren cases i 49 eren apartaments. Dels 554 habitatges principals, 458 estaven ocupats pels seus propietaris, 76 estaven llogats i ocupats pels llogaters i 20 estaven cedits a títol gratuït; 13 tenien una cambra, 33 en tenien dues, 59 en tenien tres, 138 en tenien quatre i 311 en tenien cinc o més. 474 habitatges disposaven pel capbaix d'una plaça de pàrquing. A 216 habitatges hi havia un automòbil i a 312 n'hi havia dos o més.

### Piràmide de població
La piràmide de població per edats i sexe el 2009 era:
| Homes | Edats   | Dones |
| ----- | ------- | ----- |
| 0     | 95 o +  | 4     |
| 0     | 90 a 94 | 0     |
| 4     | 85 a 89 | 0     |
| 4     | 80 a 84 | 12    |
| 4     | 75 a 79 | 16    |
| 12    | 70 a 74 | 20    |
| 28    | 65 a 69 | 12    |
| 28    | 60 a 64 | 48    |
| 44    | 55 a 59 | 44    |
| 72    | 50 a 54 | 64    |
| 60    | 45 a 49 | 48    |
| 40    | 40 a 44 | 56    |
| 56    | 35 a 39 | 56    |
| 68    | 30 a 34 | 80    |
| 40    | 25 a 29 | 40    |
| 28    | 20 a 24 | 20    |
| 36    | 15 a 19 | 44    |
| 60    | 10 a 14 | 72    |
| 84    | 5 a 9   | 68    |
| 36    | 0 a 4   | 32    |

## Economia
El 2007 la població en edat de treballar era de 1.097 persones, 836 eren actives i 261 eren inactives. De les 836 persones actives 797 estaven ocupades (430 homes i 367 dones) i 39 estaven aturades (18 homes i 21 dones). De les 261 persones inactives 74 estaven jubilades, 128 estaven estudiant i 59 estaven classificades com a «altres inactius».

### Ingressos
El 2009 a La Houssaye-en-Brie hi havia 538 unitats fiscals que integraven 1.606,5 persones, la mediana anual d'ingressos fiscals per persona era de 22.822 €.

### Activitats econòmiques
Dels 78 establiments que hi havia el 2007, 1 era d'una empresa extractiva, 2 d'empreses alimentàries, 7 d'empreses de fabricació d'altres productes industrials, 17 d'empreses de construcció, 15 d'empreses de comerç i reparació d'automòbils, 10 d'empreses de transport, 3 d'empreses d'hostatgeria i restauració, 1 d'una empresa d'informació i comunicació, 3 d'empreses financeres, 1 d'una empresa immobiliària, 10 d'empreses de serveis, 4 d'entitats de l'administració pública i 4 d'empreses classificades com a «altres activitats de serveis».
Dels 22 establiments de servei als particulars que hi havia el 2009, 1 era una oficina de correu, 1 taller de reparació d'automòbils i de material agrícola, 5 paletes, 3 guixaires pintors, 4 fusteries, 3 lampisteries, 1 electricista, 2 empreses de construcció, 1 restaurant i 1 saló de bellesa.
Dels 2 establiments comercials que hi havia el 2009, 1 era una botiga de més de 120 m² i 1 una botiga de menys de 120 m².
L'any 2000 a La Houssaye-en-Brie hi havia 13 explotacions agrícoles que ocupaven un total de 728 hectàrees.

## Equipaments sanitaris i escolars
El 2009 hi havia una escola elemental.

## Poblacions més properes
El següent diagrama mostra les poblacions més properes.